# Rio Gorgan
O Rio Gorgan é um rio da Romênia, afluente do Hopârta, localizado no distrito de Alba.